# Xenaspis coccymela
Xenaspis coccymela är en tvåvingeart som beskrevs av Friedrich Georg Hendel 1914. Xenaspis coccymela ingår i släktet Xenaspis och familjen bredmunsflugor. Inga underarter finns listade i Catalogue of Life.